# Гарибальди, Риччотти
Риччотти Гарибальди ( Ricciotti Garibaldi; 24 февраля 1847, Монтевидео — 17 июля 1924, Риофреддо) — итальянский политический и военный деятель, младший сын Джузеппе и Аниты Гарибальди.

## Биография
Родился в Монтевидео и назван в честь Никколо Риччотти, казнённого в 1844 году, во время проигранной экспедиции против Королевства обеих Сицилий. Детство провёл в Ницце, на острове Капрера и в Великобритании.
Под командованием отца  участвовал в сражениях при Бецекке (1866 год) и Ментане (1867 год). В 1870—1871 годах  принял участие во франко-прусской войне, на стороне Франции. Командир 4-й бригады Вогезской армии. 14 ноября 1870 года при Шатийоне нанёс поражение частям генерала Вердера, взяв в плен 167 прусских солдат. Занял Шатийон и Пуйи. 23 января 1871 года, во время битвы за Дижон, захватил знамя 61-го Померанского полка — единственное прусское знамя, захваченное во время франко-прусской войны.

Муниципалитет Лиона предложил ему возглавить Национальную гвардию.  Но, по совету отца, Риччотти отказался. После подписания франко-прусского перемирия остался во Франции. В Париже стал свидетелем событий «Коммуны». Сочувствующий коммунарам Джузеппе Гарибальди писал сыну:
Следи внимательно за начинающимся движением коммун. Если ты увидишь, что оно может привести к возобновлению военных действий против пруссаков, я разрешаю тебе принять в нём участие. И запомни, как только я узнаю на Капрера, что ты присоединился к коммунарам, я немедленно приеду, чтобы быть вместе с тобой. Но если это движение выльется только в борьбу французов с французами — не вмешивайся.
В ноябре 1871 года, во время пребывания в Лондоне, встречается с Карлом Марксом и Фридрихом Энгельсом.
Оставался приверженцем революции даже когда его отец порвал с Мадзини. После смерти Мадзини увеличивается его популярность в рабочих кругах и среди анархистов. В августе 1872 года, вместе с мадзинистами и частью гарибальдийцев, на собрании в римском театре Арджентина основывает «Ассоциацию Свободных хамов» (Associazione dei Liberi Cafoni), ориентирующуюся на поддержку крестьянства. Идеология организации сформировалась под влиянием бакунизма, с которым  Риччотти хотел объединить другие демократические круги Италии, для организации «чистой демократии». «Ассоциация» издавала газету «Спартак», в которой печатались требования организации, среди них — введение всеобщего избирательного права. Вскоре, под давлением римской полиции, «Ассоциация» была распущена.
В 1874—1882 годах проживал в Австралии.
Неудачно пытался создать торговые предприятия в Америке и Австралии.
В 1887—1890 годах был депутатом Парламента Италии.
В 1897 году, с началом греко-турецкой войны, Риччотти сформировал корпус гарибальдийцев в 1300 бойцов, который принял участие на стороне греков в сражении при Домокосе.
С началом Первой Балканской войны соратник Риччотти греческий гарибальдиец Александрос Ромас, бывший председатель Парламента Греции, сформировал корпус греческих краснорубашечников из 1200 бойцов. Незамедлительно, 20 октября 1912 года, Риччотти вместе со своей женой, сыновьями и дочерью прибыли в Грецию и сформировали ещё один корпус в 1200 бойцов из итальянских и английских добровольцев, под командованием его сына Пеппино, который только что вернулся из Мексики,  где участвовал в революции. Оба корпуса гарибальдийцев, греческий и итало-английский, 26—28 ноября 1912 года приняли участие в сражении при Дрискосе, где погибло 200 гарибальдийцев, включая известного греческого поэта Лорендзоса Мавилиса.
В 1922 году поддержал приход фашистов к власти. 2 июня 1923 года на Капрере встречается с Муссолини. Но вскоре стал в оппозицию диктаторскому режиму последнего.

## Семья
В 1874 году женился на англичанке Гарриет Констанс Хопкрафт (1853—1941).
Сыновья:
- Пеппино (1879—1950) — участник ряда войн: Первая греко-турецкая, англо-бурская, Мексиканская революция, Первая Балканская, Первая мировая. Противник фашистского режима. В 1925 году эмигрировал во Францию, а затем — в США. В 1940 году вернулся в Италию. В годы немецкой оккупации (1943—1945) подвергся тюремному заключению.
- Риччотти (1881—1951) — участник Первой Балканской и Первой мировой войн. Первоначально, противник фашистского режима. В 1925 году эмигрировал во Францию. Вскоре был завербован итальянской полицией, с целью дискредитировать итальянскую политическую эмиграцию в глазах французского правительства. После ареста во Франции в конце 1926 года, эмигрировал на Кубу, а затем вернулся в Италию. Занимался издательской деятельностью в Милане.
- Менотти (1884—1934)
- Санте (1885—1946) — участник Первой Балканской и Первой мировой войн. Противник фашистского режима. В 1925 году эмигрировал во Францию. После немецкого вторжения во Францию отправился на фронт. Во время оккупации находился под надзором гестапо. В 1941 и 1943 годах подвергался аресту. После второго ареста отправлен в концлагерь. После освобождения вернулся во Францию.
- Арнольдо (1887—1888)
- Бруно (1889—1914) — погиб в Первую мировую войну.
- Костанте (1892—1915) — погиб в Первую мировую войну.
- Эцио (1894—1969) — участник Первой Балканской и Первой мировой войн. Деятель фашистского режима, при этом критиковал его за расизм и антидемократические методы. В годы немецкой оккупации (1943—1945) отошёл от политической деятельности. На парламентских выборах 1958 года был кандидатом от Монархической Народной партии, но не был избран.

Дочери:
- Констанс Роза (1876—1958)
- Анита Италия (1878—1962)
- Ирена Тереза (1880)
- Джузеппина (1895—1971)

Его внучка Анита, дочь Санте, — президент Фонда Гарибальди. Периодически приезжает в Санкт-Петербург, в РХГА и 318-ю школу, основанную на базе межправительственного соглашения между СССР и Италией. В 2007 году присутствовала на церемонии открытия Центра истории и культуры Италии имени Джузеппе Гарибальди в Одессе (3 сентября) и отреставрированного памятника Джузеппе Гарибальди в Таганроге (12 сентября).

## Награды
- Кавалер Савойского военного ордена
- Золотая медаль «За воинскую доблесть» (6 декабря 1866)
- Медаль «В память о войнах за независимость»
- Медаль «В память объединения Италии»
- Кавалер ордена Почётного легиона (Франция, 8 декабря 1870)